# La Croix-Saint-Leufroy
La Croix-Saint-Leufroy är en kommun i departementet Eure i regionen Normandie i norra Frankrike. Kommunen ligger i kantonen Gaillon-Campagne som tillhör arrondissementet Les Andelys. År 2018 hade La Croix-Saint-Leufroy 1 108 invånare.

## Befolkningsutveckling
Antalet invånare i kommunen La Croix-Saint-Leufroy
Referens:INSEE